# ويليام د. هيل
ويليام د. هيل (بالإنجليزية: William D. Hill)‏ هو محامي وصحفي وسياسي أمريكي، ولد في 1 أكتوبر 1833 بمقاطعة نيلسون في الولايات المتحدة، وتوفي في 26 ديسمبر 1906 بليتشفيلد في الولايات المتحدة. حزبياً، نشط في الحزب الديمقراطي. وقد انتخب عضو مجلس نواب أوهايو وانتخب عضو مجلس النواب الأمريكي.